# 幽霊騎手 (1918年の連続活劇)
『幽霊騎手』（ゆうれいきしゅ、Hands Up）は、1918年公開のアメリカ合衆国の連続活劇で、失われた映画。監督はルイス・J・ガスニエとジェームズ・W・ホーン。主演はルス・ローランド。

## あらすじ
インカ帝国の末裔たちは、女性新聞記者エコー・ディレインをインカの女王の生まれ変わりと信じ、生贄にしようと付け狙う。
ハンズ・アップと呼ばれるカウボーイたち、そして謎の幽霊騎手（Phantom Rider）が彼女を救う。

## キャスト
- エコー・ディレイン：ルス・ローランド（英語版）
- ハンズ・アップ：ジョージ・ラーキン（英語版）
- ハンズ・アップ：ジョージ・チェセブロ
- ジュディス・ストレンジ：イースター・ウォルターズ
- サム・キルマン/高僧オマール：ウィリアム・A・キャロル
- 使節：ジョージ・ゲブハート（英語版）
- パンパス王子：W・E・ローレンス

他に、モンテ・ブルーが出演。

## ギャラリー

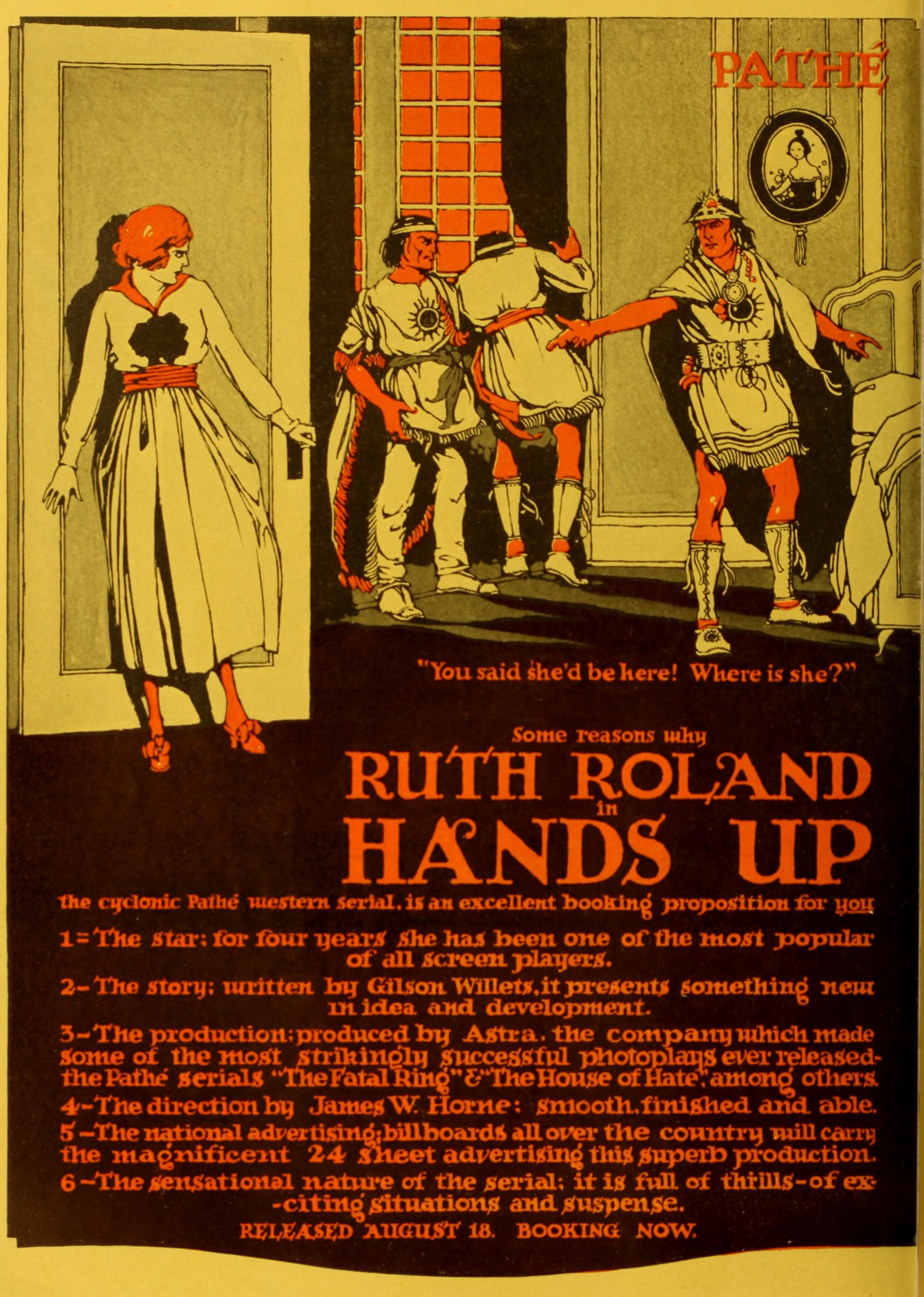
広告(1918年)
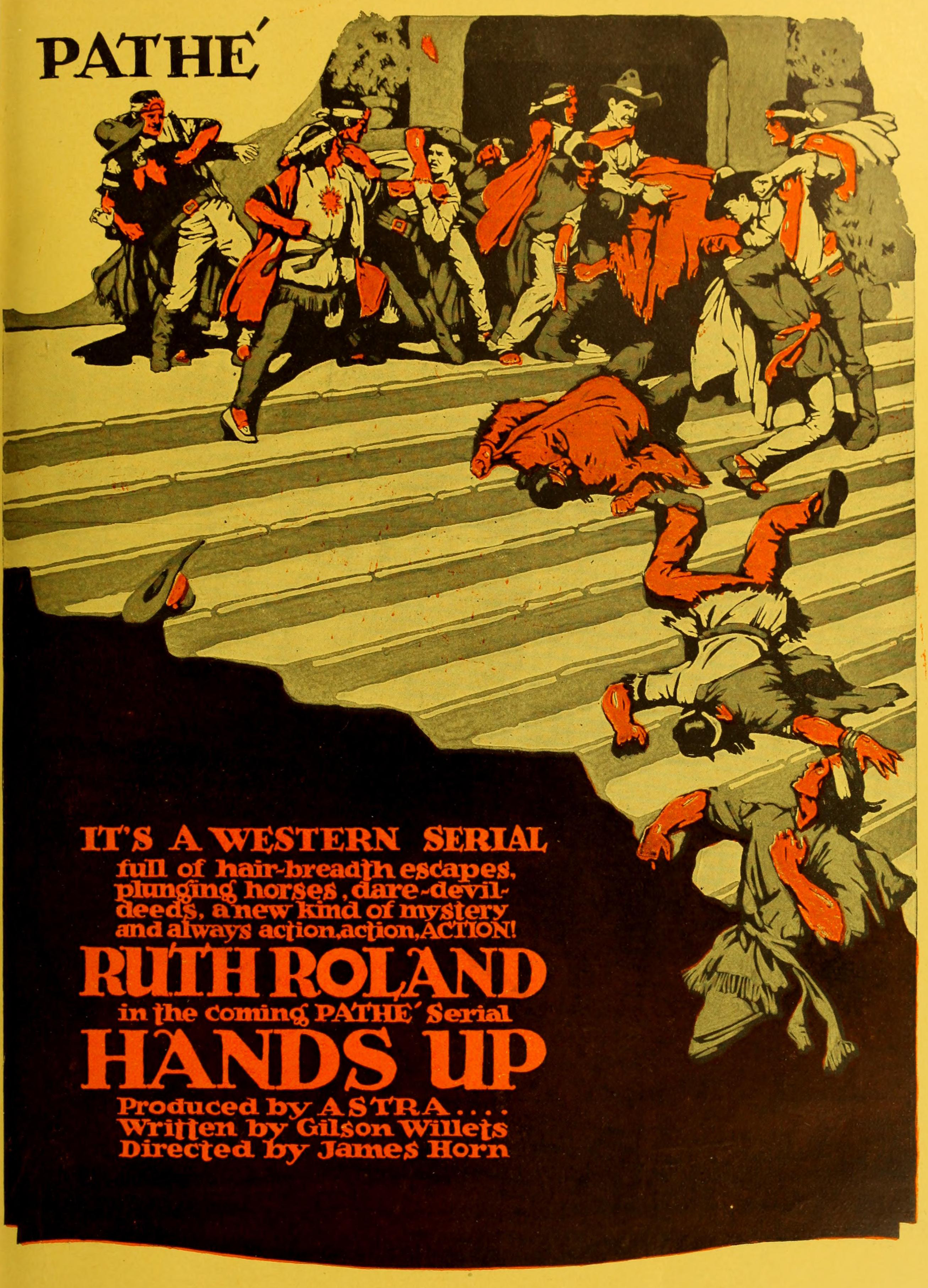
広告(1918年7月)
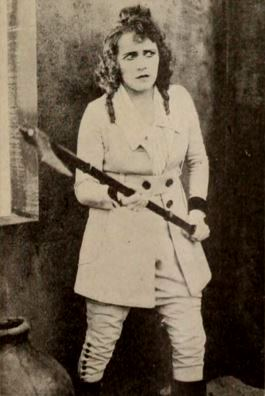
ルス・ローランド
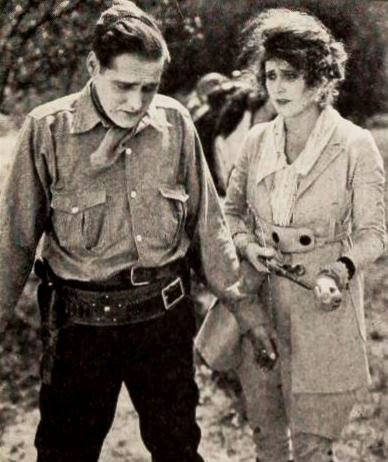
左からジョージ・ラーキン、ルス・ローランド